# سیارک ۳۱۶۰۵
سیارک ۳۱۶۰۵ (به انگلیسی: 31605 Braschi، نامگذاری:1999GM4) سی و یک هزار و ششصد و پنجمین سیارک کشف شده‌است که در ۱۰ آوریل ۱۹۹۹ کشف شد.